# Parafia św. Jana Chrzciciela w Kruszynie
Parafia św. Jana Chrzciciela w Kruszynie – parafia rzymskokatolicka w dekanacie Bolesławiec Wschód w diecezji legnickiej. Erygowana w 1979 roku.
Obsługiwana przez księży archidiecezjalnych. Jej proboszczem jest ks. Ludwik Maciak.

## Parafialne księgi metrykalne
| Księgi metrykalne | Okres ewidencji |
| ----------------- | --------------- |
| chrztów           | 1979 -          |
| ślubów            | 1979 -          |
| zgonów            | 1979 -          |